# Castro Carvalhelhos

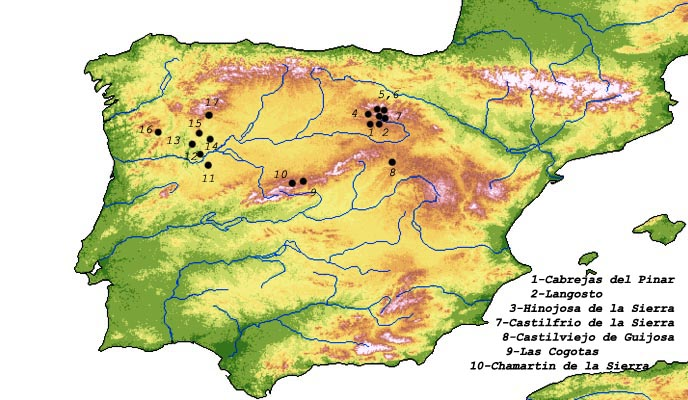
Burgen mit Reitersperre (Piedras hincadas) auf der Iberischen Halbinsel

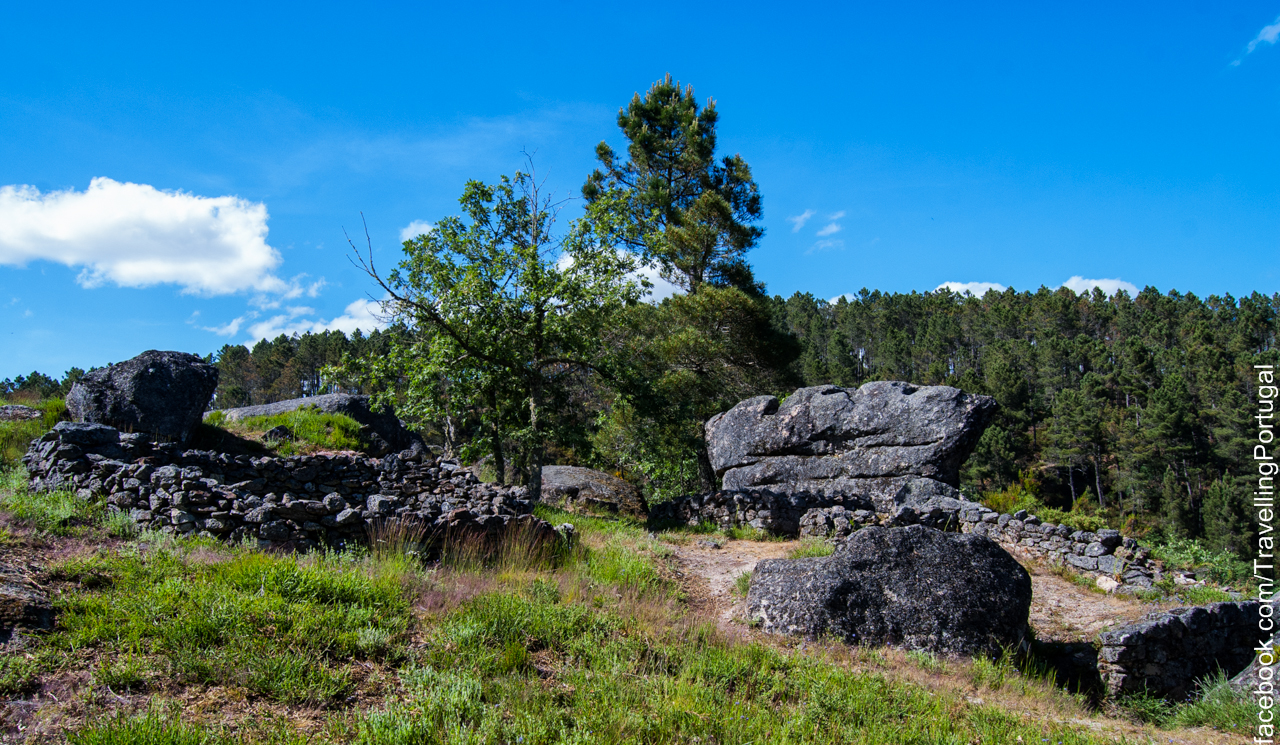
Castro Carvalhelhos

Das Castro Carvalhelhos (auch Couto dos Mouros genannt) liegt oberhalb der Aguas Santas de Carvalhelhos am Rio Beça, etwa fünf Kilometer westlich von Boticas im äußersten Norden Portugals. Es wurde mit Unterbrechungen von 1951 bis Anfang der 1980er Jahre ausgegraben.
Seit 1951 ist die Anlage als IIP – Imóvel de Interesse Público eingetragen und geschützt.
Zu sehen sind restaurierte Befestigungsmauern und die Ruinen von vielen Rund- und einigen Rechteckhäusern. Bemerkenswert sind die drei tiefen Gräben, die man beim Zugang in das Castro überquert, sowie die Piedras hincadas oder Cheval de frise aus Schiefer im Vorfeld der Mauer.
Diese Anlagen kommen überwiegend in Nordspanien und in Nordportugal in der Region (Alto Trás-os-Montes) vor.
Zu den Funden gehören eine Menge von Zinnschlacken und Zinnstein, die über die Innenfläche verteilt zutage kamen. 1944/45 hatten Dorfjungen einen Hort von etwa 200 kg Kassiterit entdeckt und verkauft.
Datierbare Funde vom Castro, z. B. Münzen des Augustus und des Tiberius und Aucissafibeln (Legionärsfibeln), weisen vor allem in die ältere römische Kaiserzeit. Es erscheint als plausibel, dass hier einheimische Bergleute tätig waren, bevor das politische System des Imperiums flächendeckend durchgesetzt war. Der Wert des Metalls würde die aufwendigen Verteidigungsanlagen dieses relativ kleinen Castros erklären. Es ist anzunehmen, dass die Zinnausbeutung die wirtschaftliche Grundlage oder der Grund für die Existenz der Siedlung war, zumal in der Umgebung alte Zinngruben belegt sind.